# New Berlioz Edition
Die New Berlioz Edition ist  eine historisch-kritische Ausgabe der musikalischen sowie schriftstellerischen Werke des französischen Komponisten Hector Berlioz (1803–1869). Sie wird vom Berlioz Centenary Committee, London, in Zusammenarbeit mit der Calouste Gulbenkian Foundation, Lissabon, herausgegeben und erscheint im Bärenreiter-Verlag. Von 1967 bis 2006 erschienen 26 Bände. 

## Inhalt
Die Ausgabe gliedert sich in folgende Serien:
- Opern (Band 1–4)
- Weltliche Werke (Band 5–8)
- Geistliche Werke (Band 9–11, 23)
- Verschiedene Vokalwerke (Band 12–15)
- Sinfonien (Band 16–19)
- Orchester- und Instrumentalwerke (Band 20–21)
- Bearbeitungen (Band 22)
- Supplement (Band 24–26)

Die Neue Berlioz-Ausgabe wird der komplizierten Quellenlage vieler Werke des Komponisten unter Berücksichtigung der neuesten Forschungsergebnisse und Quellenfunde gerecht. Die Werke erscheinen in einem Band zumeist in chronologischer Reihenfolge. Vokaltexte werden in der Originalsprache wiedergegeben. Jeder Band enthält ein Vorwort, einen Kritischen Bericht, Faksimiles und in den Anhängen verworfene Fassungen, Entwürfe und sonstige Materialien. Band 25 enthält das 1987 erstmals erschienene Verzeichnis der Werke Berlioz’, welches vom Berlioz-Biographen D. Kern Holoman angefertigt wurde.
Das Werk von Hector Berlioz hat, ausgehend von englischen Musikern und Musikwissenschaftlern, in der zweiten Hälfte des 20. Jahrhunderts eine beachtliche Renaissance erfahren. Hierzu hat nicht zuletzt die Neue Berlioz-Ausgabe beigetragen, deren erste vollständige Edition der Oper „Les Troyens“ zu einer gänzlichen Neubewertung von Berlioz als Opernkomponist geführt hat.